# 蘇斯利夫卡 (丘德尼夫區)
49°47′39″N 27°55′16″E / 49.79417°N 27.92111°E
蘇斯利夫卡（烏克蘭語：Суслівка）是位於烏克蘭北部日托米爾州裏別爾季切夫區的村莊，面積0.67平方公里，海拔高度290米，2001年人口225，人口密度每平方公里336.83人。